# Sônia (futebolista)
Sônia Maria Roque da Costa ou apenas Sônia (4 de agosto de 1968) é uma ex-futebolista profissional brasileira que atuava como defensora.

## Carreira
Sônia fez parte do elenco da Seleção Brasileira de Futebol Feminino, em Atlanta 1996, na primeira olimpíada do futebol feminino. 